# András Kovács (regizor)
András Kovács (n. 20 iunie 1925, Chidea, România – d. 11 martie 2017, Budapesta, Ungaria) a fost un regizor de film și scenarist maghiar din România, emigrat în Ungaria după cel de-al Doilea Război Mondial.

## Biografie
Kovács a absolvit studiile preuniversitare la Colegiul Reformat din Cluj, după care a studiat psihologia, sociologia și estetica la Universitatea din Cluj. În 1946 s-a înscris la clasa de regie a Facultății de Cinematografie din Budapesta, unde a activat mai apoi ca profesor.
A făcut parte din juriul Festivalului de Film de la Moscova și din juriul Festivalului de Film de la Cannes.

## Filmografie
În 1985 a realizat filmul Contesa roșie (în maghiară A vörös grófnő), despre Katinka Andrássy, soția premierului Mihály Károlyi.

### Filmografie parțială
- 1960 : Aversă (Zápor)
- 1961 : Acoperișurile din Pesta (Pesti haztetők)
- 1963 : Stele de toamnă (Isten őszi csillaga)
- 1964 : Intratabilii (Nehéz emberek), documentar
- 1966 : Zile reci (Hideg napok)
- 1968 : Pereții (Falak)
- 1970 : Ștafeta (Staféta)
- 1973 : Pământ nelucrat (A magyar ugaron)
- 1974 : Legat la ochi (Bekötött szemmel)
- 1976 : Labirintul (Labirintus)
- 1978 : Cramponul (A ménesgazda)
- 1979 : O duminică de octombrie (Októberi vasárnap)
- 1983 : Legături de după-amiază / Îndrăgostiții (Szeretők)
- 1984 : Contesa roșie (A vörös grófnő)
- 1987 : Undeva în Ungaria (Valahol Magyarországon)
- 1994 : Stăpânul viselor (Az álommenedzser)
- 1996 : Un om greu în California (Egy nehéz ember Kaliforniában)